# Karlsruher Sport-Club Mühlburg-Phönix 1983-1984
Questa voce raccoglie le informazioni riguardanti il Karlsruher Sport-Club Mühlburg-Phönix nelle competizioni ufficiali della stagione 1983-1984.

## Stagione
Nella stagione 1983-1984 il Karlsruhe, allenato da Werner Olk, concluse il campionato di 2. Bundesliga al 1º posto. In Coppa di Germania il Karlsruhe fu eliminato agli ottavi di finale dallo Schalke 04.

## Rosa
| N. |                     | Ruolo | Calciatore         |
| -- | ------------------- | ----- | ------------------ |
|    | Germania (bandiera) | P     | Bernd Fuhr         |
|    | Germania (bandiera) | D     | Edmund Becker      |
|    | Germania (bandiera) | D     | Hans-Jürgen Boysen |
|    | Germania (bandiera) | D     | Stephan Groß       |
|    | Germania (bandiera) | D     | Gerhard Kleppinger |
|    | Germania (bandiera) | D     | Dietmar Roth       |
|    | Germania (bandiera) | D     | Klaus Theiss       |
|    | Germania (bandiera) | D     | Helmut Zahn        |
|    | Germania (bandiera) | C     | Uwe Dittus         |
|    | Germania (bandiera) | C     | Rainer Grobs       |

| N. |                     | Ruolo | Calciatore       |
| -- | ------------------- | ----- | ---------------- |
|    | Germania (bandiera) | C     | Michael Harforth |
|    | Romania (bandiera)  | C     | Dumitru Nadu     |
|    | Germania (bandiera) | C     | Wolfgang Schüler |
|    | Turchia (bandiera)  | C     | Telat Üzüm       |
|    | Germania (bandiera) | C     | Günter Walz      |
|    | Germania (bandiera) | A     | Uwe Bühler       |
|    | Germania (bandiera) | A     | Gerd Dais        |
|    | Germania (bandiera) | A     | Emanuel Günther  |
|    | Germania (bandiera) | A     | Michael Künast   |

## Organigramma societario
Area tecnica
- Allenatore: Werner Olk
- Allenatore in seconda:
- Preparatore dei portieri:
- Preparatori atletici:

## Calciomercato

### Sessione estiva
| Acquisti | Acquisti         | Acquisti              | Acquisti |
| R.       | Nome             | da                    | Modalità |
| -------- | ---------------- | --------------------- | -------- |
| C        | Michael Harforth | Wiesbaden             |          |
| A        | Michael Künast   | Eintracht Francoforte |          |
| D        | Dietmar Roth     | Karlsruhe II          |          |
| C        | Wolfgang Schüler | Darmstadt             |          |
| C        | Telat Üzüm       | Colonia               |          |

| Cessioni | Cessioni         | Cessioni          | Cessioni |
| R.       | Nome             | a                 | Modalità |
| -------- | ---------------- | ----------------- | -------- |
| C        | Gerhard Bold     | Zurigo            |          |
| D        | Reinhold Fanz    | Sandhausen        |          |
| A        | Max Hagmayr      | Rapid Vienna      |          |
| A        | Erhard Hofeditz  | Kickers Offenbach |          |
| D        | Miladin Lazic    | Union Solingen    |          |
| C        | Wilfried Trenkel | Offenburger       |          |
| C        | Martin Wiesner   | Kickers Stoccarda |          |

### Sessione invernale
| Acquisti | Acquisti | Acquisti | Acquisti |
| R.       | Nome     | da       | Modalità |
| -------- | -------- | -------- | -------- |

| Cessioni | Cessioni | Cessioni | Cessioni |
| R.       | Nome     | a        | Modalità |
| -------- | -------- | -------- | -------- |

## Risultati

### 2. Bundesliga

#### Girone di andata
| Arbitro: | Pauly |

|                     |           |                                                             |
| Hartmann 74’ (rig.) | Marcatori | 3’ Theiss 44’ Dittus 55’ (rig.) Kleppinger 56’, 62’ Günther |

| Karlsruhe 10 agosto 1983, ore 19:30 CEST 2ª giornata | Karlsruhe  | 0 – 0 referto | Duisburg | Wildparkstadion (21 000 spett.)\| Arbitro: \| Niebergall \| |
| Arbitro:                                             | Niebergall |               |          |                                                             |

| Arbitro: | Reinstädtler |

|                  |           |                                |
| Löw 23’ Mähn 31’ | Marcatori | 41’ (aut.) Schulzke 75’ Theiss |

| Arbitro: | Wuttke |

|                                                           |           |  |
| Schüler 27’ Kleppinger 38’ (rig.) Harforth 68’ Theiss 75’ | Marcatori |  |

| Arbitro: | Ermer |

|                            |           |                       |
| Günther 4’, 10’ Boysen 78’ | Marcatori | 50’ Kügler 58’ Kunkel |

| Aquisgrana 31 agosto 1983, ore 19:30 CEST 6ª giornata | Alemannia Aquisgrana | 0 – 0 referto | Karlsruhe | Stadio Tivoli (13 000 spett.)\| Arbitro: \| Heitmann \| |
| Arbitro:                                              | Heitmann             |               |           |                                                         |

| Arbitro: | Brehm |

|                                              |           |                                                 |
| Dittus 3’ Günther 62’ Schüler 69’ Boysen 87’ | Marcatori | 25’ Kurtenbach 38’ Hinterberger 42’ Vittinghoff |

| Arbitro: | Meijerink |

|  |           |                                  |
|  | Marcatori | 18’, 29’, 38’ Günther 25’ Bühler |

| Arbitro: | Puchalski |

|                        |           |  |
| Bühler 47’ Schüler 76’ | Marcatori |  |

| Arbitro: | Risse |

|                                  |           |                                |
| Klinsmann 32’ (rig.) Wiesner 57’ | Marcatori | 6’, 44’ Günther 83’ Kleppinger |

| Arbitro: | Hellwig |

|                                   |           |                       |
| Dittus 18’ Günther 29’ Boysen 79’ | Marcatori | 59’ Kalter 61’ Bialon |

| Arbitro: | Hontheim |

|               |           |  |
| Montelett 75’ | Marcatori |  |

| Arbitro: | Broska |

|                                              |           |                |
| Dittus 17’, 41’ Günther 22’, 56’ Schüler 48’ | Marcatori | 4’ Hönnscheidt |

| Arbitro: | Roth |

|                                  |           |  |
| Hampl 6’ Horch 35’ Cestonaro 45’ | Marcatori |  |

| Arbitro: | Theobald |

|                                   |           |  |
| Schüler 35’ Bühler 81’ Boysen 83’ | Marcatori |  |

| Arbitro: | Pauly |

|                          |           |                        |
| Vucinic 25’ Lengerer 84’ | Marcatori | 18’ Bühler 32’ Schüler |

| Arbitro: | Correll |

|                                      |           |                         |
| Günther 59’ Schüler 62’ Harforth 63’ | Marcatori | 78’ (rig.), 85’ Schäfer |

| Arbitro: | Zimmermann |

|                                |           |                 |
| Bittner 5’, 27’, 31’ Funke 90’ | Marcatori | 2’, 63’ Schüler |

| Arbitro: | Walz |

|                         |           |                       |
| Schüler 61’ Günther 81’ | Marcatori | 62’ Metzler 67’ Nogly |

#### Girone di ritorno
| Arbitro: | Kautschor |

|  |           |              |
|  | Marcatori | 55’ Hartmann |

| Arbitro: | Barnick |

|                           |           |            |
| Wohlfarth 52’ Büssers 63’ | Marcatori | 17’ Künast |

| Arbitro: | Waltert |

|                     |           |         |
| Groß 9’ Günther 44’ | Marcatori | 58’ Löw |

| Arbitro: | Ahlenfelder |

|          |           |                                 |
| Kuhl 27’ | Marcatori | 12’ Bühler 21’ Groß 74’ Schüler |

| Arbitro: | Retzmann |

|                         |           |                             |
| Steubing 44’ Elgert 44’ | Marcatori | 15’, 64’ Günther 65’ Bühler |

| Arbitro: | Kasperowski |

|            |           |  |
| Schüler 5’ | Marcatori |  |

| Arbitro: | Gabor |

|            |           |                                 |
| Helmes 65’ | Marcatori | 53’ Schüler 86’ Groß 87’ Bühler |

| Arbitro: | Stark |

|                                 |           |  |
| Dittus 11’ Günther 76’ Groß 81’ | Marcatori |  |

| Arbitro: | Hontheim |

|  |           |                                    |
|  | Marcatori | 28’ Günther 31’ Schüler 42’ Bühler |

| Arbitro: | Schmidhuber |

|             |           |               |
| Günther 89’ | Marcatori | 53’ Klinsmann |

| Arbitro: | Wippker |

|           |           |                                   |
| Brühl 82’ | Marcatori | 15’, 28’, 61’ Schüler 66’ Günther |

| Arbitro: | Brehm |

|                                       |           |                           |
| Schüler 50’, 81’ Groß 64’ Günther 89’ | Marcatori | 48’ Runge 86’ Puszamszies |

| Arbitro: | Wiesel |

|  |           |                       |
|  | Marcatori | 29’ Dittus 81’ Boysen |

| Arbitro: | Puchalski |

|                       |           |  |
| Günther 9’ Theiss 23’ | Marcatori |  |

| Arbitro: | Roth |

|                                   |           |                            |
| Thon 31’ Jakobs 65’ Abramczik 73’ | Marcatori | 14’, 34’ Künast 53’ Boysen |

| Arbitro: | Jupe |

|                                                                |           |  |
| Theiss 63’ Günther 65’, 79’ Künast 70’ Groß 81’ Kleppinger 84’ | Marcatori |  |

| Arbitro: | Dellwing |

|                     |           |  |
| Krüger 8’ Römer 36’ | Marcatori |  |

| Arbitro: | Eschweiler |

|                                                |           |              |
| Günther 31’ (rig.), 49’, 60’ (rig.) Dittus 41’ | Marcatori | 84’ Eggeling |

| Arbitro: | Assenmacher |

|  |           |                      |
|  | Marcatori | 78’ Walz 90’ Günther |

### Coppa di Germania
| Arbitro: | Diekert |

|  |           |                             |
|  | Marcatori | 15’, 58’ Künast 16’ Schüler |

| Arbitro: | Tritschler |

|                                               |           |                                                   |
| Boysen 32’ Günther 43’, 51’, 102’ Bühler 119’ | Marcatori | 5’ Geye 12’ Brehme 79’ (aut.) Groß 94’ Eilenfeldt |

| Arbitro: | Umbach |

|                   |           |                       |
| Thon 34’ Abel 60’ | Marcatori | 81’ (rig.) Kleppinger |

## Statistiche

### Statistiche di squadra
| Competizione      | Punti | In casa | In casa | In casa | In casa | In casa | In casa | In trasferta | In trasferta | In trasferta | In trasferta | In trasferta | In trasferta | Totale | Totale | Totale | Totale | Totale | Totale | DR  |
| Competizione      | Punti | G       | V       | N       | P       | Gf      | Gs      | G            | V            | N            | P            | Gf           | Gs           | G      | V      | N      | P      | Gf     | Gs     | DR  |
| ----------------- | ----- | ------- | ------- | ------- | ------- | ------- | ------- | ------------ | ------------ | ------------ | ------------ | ------------ | ------------ | ------ | ------ | ------ | ------ | ------ | ------ | --- |
| 2. Bundesliga     | 57    | 19      | 15      | 3       | 1       | 52      | 18      | 19           | 10           | 4            | 5            | 42           | 27           | 38     | 25     | 7      | 6      | 94     | 45     | +49 |
| Coppa di Germania | -     | 1       | 1       | 0       | 0       | 5       | 4       | 2            | 1            | 0            | 1            | 4            | 2            | 3      | 2      | 0      | 1      | 9      | 6      | +3  |
| Totale            | 57    | 20      | 16      | 3       | 1       | 57      | 22      | 21           | 11           | 4            | 6            | 46           | 29           | 41     | 27     | 7      | 7      | 103    | 51     | +52 |

### Andamento in campionato
| Giornata  | 1 | 2 | 3 | 4 | 5 | 6 | 7 | 8 | 9 | 10 | 11 | 12 | 13 | 14 | 15 | 16 | 17 | 18 | 19 | 20 | 21 | 22 | 23 | 24 | 25 | 26 | 27 | 28 | 29 | 30 | 31 | 32 | 33 | 34 | 35 | 36 | 37 | 38 |
| --------- | - | - | - | - | - | - | - | - | - | -- | -- | -- | -- | -- | -- | -- | -- | -- | -- | -- | -- | -- | -- | -- | -- | -- | -- | -- | -- | -- | -- | -- | -- | -- | -- | -- | -- | -- |
| Luogo     | T | C | T | C | C | T | C | T | C | T  | C  | T  | C  | T  | C  | T  | C  | T  | C  | C  | T  | C  | T  | T  | C  | T  | C  | T  | C  | T  | C  | T  | C  | T  | C  | T  | C  | T  |
| Risultato | V | N | N | V | V | N | V | V | V | V  | V  | P  | V  | P  | V  | N  | V  | P  | N  | P  | P  | V  | V  | V  | V  | V  | V  | V  | N  | V  | V  | V  | V  | N  | V  | P  | V  | V  |
| Posizione | 1 | 2 | 4 | 2 | 1 | 1 | 1 | 1 | 1 | 1  | 1  | 1  | 1  | 2  | 1  | 1  | 1  | 2  | 2  | 3  | 4  | 3  | 2  | 2  | 2  | 2  | 2  | 2  | 2  | 1  | 1  | 1  | 1  | 1  | 1  | 1  | 1  | 1  |

Legenda:

Luogo: C = Casa; T = Trasferta. Risultato: V = Vittoria; N = Pareggio; P = Sconfitta.

### Statistiche dei giocatori
| Giocatore     | 2. Bundesliga | 2. Bundesliga | 2. Bundesliga | 2. Bundesliga | Coppa di Germania | Coppa di Germania | Coppa di Germania | Coppa di Germania | Totale   | Totale | Totale      | Totale     |
| Giocatore     | Presenze      | Reti          | Ammonizioni   | Espulsioni    | Presenze          | Reti              | Ammonizioni       | Espulsioni        | Presenze | Reti   | Ammonizioni | Espulsioni |
| ------------- | ------------- | ------------- | ------------- | ------------- | ----------------- | ----------------- | ----------------- | ----------------- | -------- | ------ | ----------- | ---------- |
| E. Becker     | 0             | 0             | 0             | 0             | 0                 | 0                 | 0                 | 0                 | 0        | 0      | 0           | 0          |
| H. Boysen     | 37            | 6             | 5             | 0             | 3                 | 1                 | 0                 | 0                 | 40       | 7      | 5           | 0          |
| U. Bühler     | 28            | 8             | 6             | 0             | 2                 | 1                 | 1                 | 0                 | 30       | 9      | 7           | 0          |
| G. Dais       | 12            | 0             | 0             | 0             | 2                 | 0                 | 0                 | 0                 | 14       | 0      | 0           | 0          |
| U. Dittus     | 38            | 8             | 3             | 0             | 3                 | 0                 | 1                 | 0                 | 41       | 8      | 4           | 0          |
| B. Fuhr       | 38            | 0             | 1             | 0             | 3                 | 0                 | 0                 | 0                 | 41       | 0      | 1           | 0          |
| R. Grobs      | 1             | 0             | 0             | 0             | 0                 | 0                 | 0                 | 0                 | 1        | 0      | 0           | 0          |
| S. Groß       | 38            | 6             | 3             | 0             | 2                 | 0                 | 0                 | 0                 | 40       | 6      | 3           | 0          |
| E. Günther    | 38            | 30            | 4             | 0             | 3                 | 3                 | 0                 | 0                 | 41       | 33     | 4           | 0          |
| M. Harforth   | 29            | 2             | 2             | 0             | 3                 | 0                 | 0                 | 0                 | 32       | 2      | 2           | 0          |
| G. Kleppinger | 35            | 4             | 10            | 0             | 3                 | 1                 | 0                 | 0                 | 38       | 5      | 10          | 0          |
| M. Künast     | 23            | 4             | 2             | 0             | 1                 | 2                 | 0                 | 0                 | 24       | 6      | 2           | 0          |
| D. Nadu       | 0             | 0             | 0             | 0             | 0                 | 0                 | 0                 | 0                 | 0        | 0      | 0           | 0          |
| D. Roth       | 28            | 0             | 0             | 0             | 3                 | 0                 | 1                 | 0                 | 31       | 0      | 1           | 0          |
| W. Schüler    | 36            | 19            | 5             | 0             | 3                 | 1                 | 0                 | 0                 | 39       | 20     | 5           | 0          |
| K. Theiss     | 37            | 5             | 3             | 0             | 3                 | 0                 | 0                 | 0                 | 40       | 5      | 3           | 0          |
| G. Walz       | 4             | 1             | 0             | 0             | 1                 | 0                 | 0                 | 0                 | 5        | 1      | 0           | 0          |
| H. Zahn       | 36            | 0             | 7             | 0             | 2                 | 0                 | 2                 | 0                 | 38       | 0      | 9           | 0          |
| T. Üzüm       | 8             | 0             | 0             | 0             | 1                 | 0                 | 0                 | 0                 | 9        | 0      | 0           | 0          |